# Platycythara electra
Platycythara electra é uma espécie de gastrópode do gênero Platycythara, pertencente à família Mangeliidae.